# Florida (Puerto Rico)
Florida és un municipi de Puerto Rico localitzat al nord central de l'illa, també conegut amb el nom de Tierra del Río Encantado, la Tierra de los Mogotes i el Pueblo de la Piña Cayenalisa. Limita al sud amb el municipi de Ciales, al nord amb Barceloneta, a l'oest amb Arecibo i a l'est amb Manatí. El municipi té un únic barri, Florida Adentro, 
El seu nom prové de l'abundant flora i vegetació del territori, en especial a les flors del cafè. El municipi fou anomenat als seus orígens com el barri Florida Afuera de Manatí. Després, l'any 1881, el poble de Florida formà part del recentment creat municipi de Barceloneta. L'any 1971 es creà el nou municipi de Florida, que s'independitzà oficialment de Barceloneta.